# Emilio Picasso
Emilio Picasso (* 9. Juli 1927 in Genua; † 12. Oktober 2014) war ein italienischer Physiker.
Picasso studierte zunächst Mathematik und nach zwei Jahren Physik an der Universität Genua, wo er nach der Promotion Assistenzprofessor für Experimentalphysik wurde. Zunächst befasste er sich mit Atomphysik, wechselte dann aber zur Elementarteilchenphysik. Er arbeitete am Betatron in Turin und danach am Synchrotron in Frascati. 1961/62 war er in Bristol in der Gruppe von Cecil Powell, die kosmische Höhenstrahlung mit Ballons untersuchte. Ab 1964 war er am CERN, wo er sich mit der Messung des anomalen magnetischen Moments des Myons befasste (g-2 Experiment), einem Präzisionstest der Quantenelektrodynamik. Das Experiment folgte einer Idee von Leon Max Lederman. Beteiligt waren unter anderem John Bailey, Francis Farley, Simon van der Meer, Guido Petrucci, Frank Krienen. Die Messungen, für die zwei Myonen-Speicherringe am CERN gebaut wurden, zogen sich über 15 Jahre hin und erreichte eine Genauigkeit von 5 ppm. Danach befasste er sich mit dem Bau supraleitender Gravitationswellendetektoren.  In den 1980er Jahren wurde er Projektleiter des LEP am CERN (ernannt 1980 von Herwig Schopper), wo er auch seine Erfahrungen mit Supraleitern einbrachte. Die ursprünglichen Pläne sahen einen viel größeren Ring vor, der über 12 km unterhalb der Berge der Jura verlaufen sollte, aber auf Anraten des Tunnelexperten Giovanni Lombardi sah man davon ab und verlegte den Ring (in den verbliebenen drei Kilometern im Jura kam es tatsächlich zu einem Wassereinbruch). 1989 ging LEP in Betrieb (am französischen Nationalfeiertag, wie es Picasso zwei Jahre zuvor Präsident Jacques Chirac versprochen hatte).
1992 ging er am CERN in den Ruhestand. Er wurde dann Direktor der Scuola Normale Superiore in Pisa, wo er in Zusammenarbeit mit der Universität Genua seine Gravitationswellenexperimente fortsetzte.
Picasso war Mitglied der Académie des sciences, der Accademia Nazionale delle Scienze und der Ehrenlegion und Träger des Großkreuzes des Verdienstordens der Italienischen Republik. Zudem wurde er 1994 in die American Academy of Arts and Sciences gewählt.